# IC 4303
IC 4303 — компактная вытянутая галактика типа SBbc в созвездии Гидра. Поверхностная яркость — 13,6 mag/arcmin². Этот объект входит в число перечисленных в оригинальной редакции «Нового общего каталога».